# Rodriguez Pond
Der Rodriquez Pond ist ein permanent zugefrorener Süßwassertümpel im ostantarktischen Viktorialand. Er ist im Vergleich zum südöstlich gelegenen Redman Pond der größere der beiden Tümpel, die westlich der Hoffman Ledge im Healy Trough in der als Labyrinth bezeichneten Ebene im Westen des Wright Valley liegen.
Das Advisory Committee on Antarctic Names benannte ihn 2004 in zunächst falscher Schreibweise als Rodriquez Pond nach Russell J. Rodriguez (* 1956) vom United States Geological Survey, der im Rahmen des United States Antarctic Program den Tümpel zwischen 2003 und 2004 untersuchte.